# 장훈중학교
장훈중학교는 서울특별시 영등포구 신길동 177에 있었던 사립 중학교이다.

## 학교 연혁
- 1907년 : 개교
- 2000년 : 폐교